# Хепберн, Джин
Джин Хепберн, леди Дарнли, хозяйка Кейтнесса, леди Морэм (англ. Jean Hepburn, Lady Darnley, Mistress of Caithness, Lady Morham; умерла в 1599 году) — шотландская дворянка, член пограничного клана Хепбернов. Её братом был Джеймс Хепберн, 4-й граф Ботвелл, третий муж Марии Стюарт, королевы Шотландии.
Первым мужем Джин был Джон Стюарт, 1-й лорд Дарнли, незаконнорожденный единокровный брат королевы Марии, что сделало Джин двойной невесткой королевы. Джин была замужем три раза. Она также была леди Морэма, получив в 1573 году баронство Морэм и земли, которые принадлежали её матери, леди Агнес Синклер и были конфискованы короной вслед за изменой её брата, графа Ботвелла.

## Биография
Леди Джин Хепберн родилась в замке Крайтон, Мидлотиан, Шотландия, в семье Патрика Хепберна, 3-го графа Ботвелла (1512—1556), и леди Агнес Синклер (? — 1572). Её братом был Джеймс Хепберн, 4-й граф Ботвелл (1534—1578), который получил дурную славу как третий муж Марии, королевы Шотландии. Впервые он женился в феврале 1566 года на леди Джин Гордон, богатой наследнице Хайленда, которая была сестрой Джорджа Гордона, 5-го графа Хантли. Ботвелл и Джин развелись 7 мая 1567 года, а восемь дней спустя он женился на королеве Марии Стюарт.
Бабушкой и дедушкой Джин по отцовской линии были Адам Хепберн, 2-й граф Ботвелл, и Агнес Стюарт, а её бабушкой и дедушкой по материнской линии были Генри Синклер, 3-й лорд Сент-Клер, и Маргарет Хепберн.
Её родители развелись незадолго до 16 октября 1543 года, и мать Джин с тех пор именовалась леди Морэм вплоть до своей смерти в 1572 году.
Леди Джин иногда называли Джейн или Джанет. В январе 1560 года английский агент Томас Рэндольф написал, что ему известно о каком-то скандале, касающемся Джин, «дело Мирри, в связи с сообщением», но не дал никаких дополнительных подробностей.
8 октября 1573 года в Эдинбурге Джин получила земли и баронство Морэм, которые первоначально принадлежали её матери и были конфискованы короной после того, как её брат Ботвелл был обвинен в измене.

## Браки и дети
Джин Хепберн была «обручена» с Робертом Лаудером Младшим из Басса (? — 1575) 24 июля 1556 года, но брак не был заключен.
4 января 1562 года Джин стала женой Джона Стюарта (1531—1562), незаконнорожденного сына короля Шотландии Якова V от его любовницы Элизабет Кармайкл. Свадьба была отпразднована в замке Крайтон, а затем торжества принимал её брат, граф Ботвелл. Королева Мария присутствовала на свадьбе вместе со своим другим незаконнорожденным сводным братом и главным советником Джеймсом Стюартом, графом Мореем. Английский дипломат Томас Рэндольф слышал, что было «много хорошего спорта и развлечений». Джон Стюарт получил титул 1-го лорда Дарнли в том же году, а также был назначен коммендантом Колдингема. У них было трое детей:
- Фрэнсис Стюарт, 5-й граф Ботвелл (декабрь 1562 — 4 ноября 1613 Неаполь, Италия), женился на леди Маргарет Дуглас, дочери Дэвида Дугласа, 7-го графа Ангуса и Маргарет Гамильтон, от которой у него было шестеро детей.
- Кристиан Стюарт, который был назначен качать колыбель Якова VI в 1568 году[5].
- Марджори Стюарт, которая вышла замуж (1) за Уильяма Синклера из Андерхаула, штат Унст, (2) за Уильяма Брюса из Симистера

Джон Стюарт умер в ноябре 1563 года. Она вышла замуж во второй раз за Джона Синклера, мастера Кейтнесса (? — 1576), старшего сына Джорджа Синклера, 4-го графа Кейтнесса (? — 1582), и леди Элизабет Грэм, от которого у неё было пятеро детей:
- Джордж Синклер, 5-й граф Кейтнесс (ок. 1566 — февраль 1643), женился 29 июля 1585 года на леди Джин Гордон, дочери Джорджа Гордона, 5-го графа Хантли, и леди Энн Гамильтон, от которой у него было пятеро детей.
- Сэр Джеймс Синклер, женился на Элизабет Стюарт, от которой у него было четверо детей.
- Сэр Джон Синклер (умер после 21 декабря 1627 года), женился на Джанет Сазерленд, от которой у него был один сын.
- Бесси Синклер (умерла после 19 июля 1574 года), вышла замуж за Джорджа Макклеллана.
- Мэри Синклер (умерла после 20 февраля 1582 года), вышла замуж за сэра Джона Хоума.

В 1567 году, после похищения графом Боствеллом королевы Марии в замок Данбар, где он держал её в плену, пока она не согласилась выйти за него замуж, Джин служила одной из компаньонок королевы вместе с Джанет Битон, бывшей любовницей Ботвелла, и её сестрой, Маргарет Битон, леди Ререс. Королева очень любила свою бывшую невестку Джин и подарила ей расшитую блестками малиновую нижнюю юбку и плащ из тафты . Вскоре после этого, 15 мая, состоялся неудачный брак королевы Марии с графом Ботвеллом, в результате чего Джин Хепберн снова стала невесткой королевы.
Джин и её второй муж Джон Синклер, мастер Синклер, развелись 17 июля 1575 года. Он умер в сентябре 1575 года в плену после того, как его отец заключил его в тюрьму после ссоры.
В 1578 году Джин вышла замуж за своего третьего мужа, Арчибальда Дугласа, пастора Дугласа (? — 1603), сына Уильяма Дугласа, 3-го лэрда из Уиттингема, и Элизабет Лаудер. Он участвовал в заговоре с целью убийства Генри Стюарта, лорда Дарнли, и присутствовал в церкви Кирка О’Филда в ночь убийства. В 1581 году, предупрежденный о своем предстоящем аресте за соучастие в убийстве лорда Дарнли, он бежал из замка-дома Джин в Морэме в Англию. 21 ноября 1581 года он был лишен гражданства актом парламента. На суде 26 мая 1586 года он был оправдан в убийстве.
Джин умерла в 1599 году в Кейтнессе. Её завещание было утверждено 27 июля 1599 года.